# Chambers's Encyclopaedia
Chambers's Encyclopaedia è stata fondata nel 1860 da W. & R. Chambers. Non è collegata alla Cyclopaedia or an universal dictionary of arts and sciences di Ephraim Chambers del XVIII secolo (1728).

## Storia
La prima edizione si è basata su una traduzione in lingua inglese della 10ª edizione in lingua tedesca del Meyers Konversations-Lexikon, che è diventata poi l'Enciclopedia Brockhaus. È stata modificata in parte dagli editori, con l'incarico di curatore dell'edizione affidato a Andrew Findlater come "acting editor", ed è uscita tra il 1860 e il 1868 in dieci volumi in ottavo, per un totale di 8.283 pagine. Un'edizione riveduta è uscita nel 1874, con 8.320 pagine.
L'indice delle materie che non avevano articoli speciali contenevano circa 1.500 voci. Gli articoli erano generalmente eccellenti, soprattutto in letteratura ebraica, folclore e scienza applicata ma, come nella Brockhaus, l'ambito del lavoro non ne ha permesso una trattazione prolungata.
Un'edizione completamente nuova è stata pubblicata in dieci volumi dal 1888 al 1892 a cura di David Patrick. Ulteriori nuove edizioni uscirono nel 1895, 1901 e 1906.
La moderna Chambers's è stata pubblicata in 15 volumi nel 1950 da George Newnes.